# Dimos Platanias
Dimos Platanias (Platanias) är en kommun i Grekland.   Den ligger i prefekturen Nomós Chaniás och regionen Kreta, i den södra delen av landet, 270 km söder om huvudstaden Aten. Antalet invånare är 17 864.